# Lisa Matthias
Lisa Matthias, född 22 december 1894 i Berlin, död 2 november 1982 i Ängelholm, var en tysk journalist, översättare och förläggare. Hon var förebilden till Kurt Tucholskys litterära figur "Lottchen" och stod även modell för Lydia i hans Slottet Gripsholm.

## Biografi

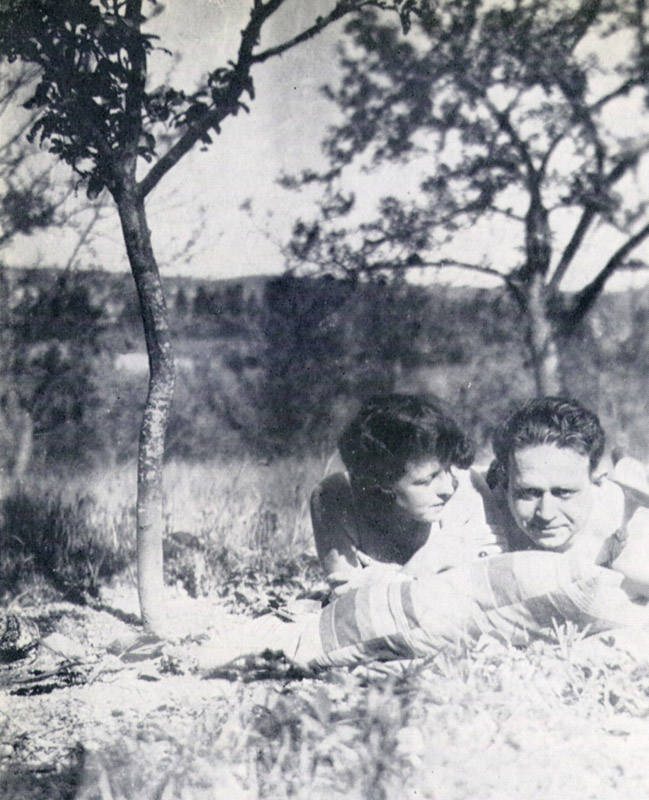
Lisa Matthias och Kurt Tucholsky i Läggesta, 1929

Som Lisa Matthias skrev i sin självbiografi, Ich war Tucholskys Lottchen, föddes hon 1894 som dottern till en "då välmående Berlinköpman". Vid 19 års ålder gifte hon sig med en Moskvafödd tysk, som hon flyttade till Ryssland med 1914. I mitten av 1915 återvände paret till Berlin, där en son och en dotter föddes. Hennes make dog i början av 1920 i Spanska sjukan. Genom äktenskapet med sociologen, författaren och översättaren Leo Matthias, som regelbundet skrev för den politiska veckotidningen Die Weltbühne kom hon på tjugotalet i kontakt med de litterära kretsarna i Berlin. Den 25 januari 1927 träffade hon Weltbühnes dåvarande utgivare Kurt Tucholsky på en konstnärsbal som, bland andra, Rudolf Schlichter och Bertolt Brecht bjudit in till. Hennes självbiografi börjar därför med orden: 
Ich bin mit Kurt Tucholsky vom 27. Januar 1927 bis Herbst 1931 so intim befreundet gewesen, wie man das als Frau mit einem Mann sein kann. Ich war ihm – seinen eigenen Worten nach – Mutter, Wiege, Kamerad.
Under dessa år har många av hans bästa verk skapats. Hans antologier, "sommarhistorien" Gripsholms slott , som är tillägnad mig. Försättssidans dedikation: "Till IA 47407" - det var mitt bilnummer. 
Om dessa rader och om hela självbiografin anmärkte Tucholskys levnadsberättare Gerhard Zwerenz: 
Lite mindre penetrering, lite mer återhållsamhet - vilket här betyder mer - lite begränsning alls, och Lisa Matthias skulle stå sig bättre. (...) 
Detta är det sällsynta fallet att en självbiografi är nödvändig eftersom den ger information som inte finns någon annanstans. Samtidigt är den dock dold under en sådan snårskog av snedvridningar att den behöver granskas av ett hyperkritiskt sinne. 
Till exempel visar Matthias ringa återhållsamhet när hon presenterar sig som en upplyst, progressiv och frigjord kvinna som redan i slutet av 1920-talet ägt sin egen bil och medvetet planerat sin karriär. Det sistnämnda gagnades utan tvekan av förhållandet med Tucholsky. I juni 1927 dök hennes första text upp i Weltbühne, och efter att den första av Tucholskys "Lottchen"-monologer uppstått i september 1928, "öppnades dörrarna till Ullsteintidskrifterna lättare än tidigare" som hon skrev. 
Eftersom Tucholsky nästan ständigt befann sig på resa mellan 1927 och 1933 såg paret varandra bara för kortare tid på olika platser i Tyskland, Schweiz och Frankrike. I april 1929 reste de båda tillsammans till Sverige, där de hyrde ett hus nära Gripsholms slott. Från denna sommarvistelse föddes hösten 1930 den välkända "sommarhistorien" Schloß Gripsholm. Den ominösa dedikationen till registreringsskylten "IA 47407" var hennes förslag, skriver Matthias (s. 249): 
Om mitt fullständiga namn förekom i dedikationen skulle vårt förhållande - detta redan halvt bortvissnade förhållande - avslöjas för hela världen. Jag hade inget intresse av det. Men för att inte kränka Tucholsky, föreslog jag att han använde mitt bilregistreringsnummer.
Det "halvt bortvissnade" förhållandet mellan Matthias och Tucholsky skulle slutligen avslutas 1931. Som en viktig anledning angav Matthias en obskyr episod, varefter Tucholsky mot ett högt månatligt apanage ville gifta sig med den berömda filmskådespelaren Emil Jannings dotter Ruth-Maria (kamouflerad som "Orje Pachulke" i Matthias bok). Men några sådana planer har hittills inte dokumenterats av någon av Tucholskys levnadstecknare. 
Efter nazisternas maktövertagande tvingades Matthias som judinna, tidigare Weltbühne-anställd och före detta älskarinna till Tucholsky lämna Tyskland så fort som möjligt. I april 1933 emigrerade hon till Sverige. 
Här byggde hon under de följande åren upp Bibliophile Verlag, som specialiserade sig på översättning av franska och tyska klassiker. Förlaget hade särskilt framgång med översättningen av Georg Büchners drama Woyzeck. Med sin självbiografi, som gavs ut 1962 i Hamburg, drog Matthias på sig de tyska recensenternas vrede. Den tidigare Weltbühne-medarbetaren och sedermera redaktören för Berliner Tagesspiegel, Walther Karsch, upprördes över att Tucholsky framställdes i "mindre än underbyxor". Det klagades också över att Matthias hade gjort delvis helt felaktiga och okvalificerade domar över sin tidigare älskare. Hon hävdade bland annat att Tucholsky aldrig led av den politiska situationen i Tyskland och svarade alltid sina brev med "opersonligen, obundet, muntert". 
Lisa Matthias avled 1982 i Ängelholm och lämnade efter sig en dotter från sitt första äktenskap. Hennes son dog redan 1938 i en trafikolycka. 
Den här artikeln är helt eller delvis baserad på material från tyskspråkiga Wikipedia.

## Verk, översättningar, utgåvor
- Ich war Tucholskys Lottchen. Text und Bilder aus dem Kintopp meines Lebens, Schröder, Hamburg 1962.
- Mario Prassinos, Drömmar; en antologi. För bokens typografi svarar Lisa Matthias. Stockholm, Tryckt för Bibliofila klubben av Skånska centraltryckeriet, 1950.
- Heinrich von Kleist, Om marionetteatern och två andra essayer, (Über das Marionettentheater). Översättning till svenska tillsammans med Egon Jonsson. Stockholm : Bibliofila klubben, 1949.
- Achim von Arnim, Majoratsherrarna (Die Majoratsherren). Översättning till svenska tillsammans med Egon Jonsson. Stockholm : Bibliofila klubben, 1948.
- Gérard de Nerval, Aurelia (Aurélia, ou le Rêve et la Vie). Översättning till svenska. Stockholm : Bibliofila klubben, 1947.
- 13 ödesdigra år : klipp ur svenska och utländska tidningar / samlade och sammanställda av Lisa Matthias och P. A. Fogelström. Malmö : Beyrond, 1946.